# Threnos
Threnos (klaag- of lijkenzang) is een compositie uit 1960 van de Poolse componist Krzysztof Penderecki voor 52 strijkers. Gedurende de jaren zestig was het een van de standaardwerken binnen de nieuwe muziek. Het werk is opgedragen aan de slachtoffers van de atoombom op Hiroshima.

## Achtergrond
De Pool Penderecki was in de tijd dat hij dit werk schreef op zoek naar nieuwe klanken en een vorm om die nieuwe klanken tot één geheel te maken. Het was juist in die tijd, aan het einde van de jaren vijftig en het begin van de jaren zestig van de 20e eeuw, dat de klassieke muziek uit de 20e eeuw in een stroomversnelling raakte. Allerlei nieuwe vormen van muziek voor traditionele instrumenten ontstonden in een rap tempo, uitmondend in 4′33″ van John Cage, waarin geen enkele noot wordt gespeeld. In tegenstelling tot dat werk probeerde Penderecki juist de tijd die hij neemt met de muziek te vullen, maar paste hij voor die tijd nieuwe technieken toe. Zo begint het werk met een gesis op de violen in het hoogste register. Daarnaast worden de strijkinstrumenten als ‘sirenes’ ingezet.

## Toegepaste muziektheorie
Muziektheoretisch is er sprake van de volgende tegenstelling. In de klassieke muziek had men net de strenge regels van de seriële muziek achter zich gelaten, toen zich (gedurende korte tijd) de aleatorische muziek aandiende, waarbij de musici volkomen vrij werden gelaten. Threnos bevat een combinatie van die twee. Daarbij is het opvallend dat passages, waarvan men bij beluisteren zou denken dat het daar om de “vrije” segmenten gaat, nou juist de uitgeschreven passages zijn — en omgekeerd. Voor het eerst wordt er gebruikgemaakt van grafische muzieknotatie. Men mag beginnen op de toon, die men wenst te spelen en wordt van daaruit omhoog of omlaag gedirigeerd. Tot slot bevat het stuk nóg een unicum: als climax wordt er een cluster opgebouwd waarbij alle 52 strijkers een aparte stem hebben: elk een kwart toonhoogte (microtonale muziek) hoger dan de basistoon. Na deze ‘schreeuw’ gaat het snel decrescendo naar uiterst zacht (pppp).

## Titel
Penderecki had in navolging van Cage zijn werk in eerste instantie geen titel meegegeven. Hij schatte in dat het werk 8.37 minuten zou duren. In de praktijk werd dat dan ook de officieuze, maar niet vaststaande titel; soms werd het stuk ook aangeduid met 8:26.
Pas toen hij het werk daadwerkelijk hoorde bij een uitvoering onder leiding van Jan Krenz vond hij de numerieke aanduiding te anoniem en ging hij op zoek naar een passender titel. Het werd Threnos, Grieks (Θρήνος) voor ‘jammeren’ en klaaglied, met de ondertitel ofiarom Hiroszimy (‘voor de slachtoffers van Hiroshima’), opdat de slachtoffers van Hiroshima altijd herdacht zullen worden. 
De titel en de muziek wisselen een onderling versterkend effect uit. Door toepassing van de diverse technieken ontstaat een schimmig beeld, waarbij de luisteraar aangemoedigd wordt zich een eerste oogopslag in Hiroshima, dat net gebombardeerd is, in te beelden. In de totale chaos van de verwoesting kan men geen onderscheid van vormen meer ontdekken. Tegelijkertijd beeldt het muziekstuk een overweldigend gevoel van leegte uit. Ook kan het een weergave zijn van de geestestoestand van de mensen, die de directe gevolgen van de aanval in eerste instantie overleefd hebben. Alles wat ze hadden is weg en verloren; een totale leegte is alles wat hen nog rest.
In diverse talen wordt niet alleen de ondertitel vertaald, maar ook de hoofdtitel verschilt:
- (en) : Threnody for the Victims of Hiroshima for 52 stringed instruments
- (de) : Threnos. Den Opfern von Hiroshima, für 52 Streichinstrumente
- (fr) : Thrène à la mémorie des victimes d’Hiroshima pour 52 cordes
- (pl) : Tren ofiarom Hiroszimy.

## Uitvoering
De première vond plaats in Warschau.
Samenstelling van het orkest: 24 violen, 10 altviolen, 10 celli en 8 contrabassen.
De compositie vond pas veel later de weg naar het grote publiek, door op te duiken als muziek in films (A Guide to Armageddon en Children of Men) of als sample door de Manic Street Preachers (single: You Love Us).

## Bron en discografie
- Uitgave Naxos: Nationaal Pools Radio Symfonie Orkest (Katowice) onder leiding van Antoni Wit
- Uitgave Conifer Records: Pools Radio en Televisie Symfonie Orkest Krakow onder leiding van Szymon Kawalla